# Мечник
Ме́чник — назва історичних титулів:
1. У Київській Русі в IX-XII століттях особа, що належала до молодшої князівської дружини разом з дітським виконувала деякі судові функції (зокрема, брала участь при випробуванні «залізом»). Крім того, мечникам доручали вести дипломатичні переговори. Так, у 1147 році Андрій Боголюбський відправив свого мечника послом до Ростиславовичів[1]
2. У Речі Посполитій мечник — надвірний уряд у Речі Посполитій, безпосередньо зв'язаний з обслуговуванням монарха. Під час великих державних урочистостей носив перед королем меч вістрям догори як ознаку військової влади монарха. Під час похорону короля тримав меч вістрям донизу; піднесений догори ефес меча був прикрашений палаючими свічками. Перед вівтарем кидав меч на підлогу, а якщо король був останнім з роду — ламав його. Коронний мечник здійснював також військове судочинство. У XVII столітті — почесний шляхетський титул.